# SS.11
SS.11 (фр. «Sol-Sol» — «Поверхня — Поверхня») — французька керована протитанкова ракета 1-го покоління класу «земля — земля», «повітря — земля» та «поверхня — земля» 60-х років ХХ століття.
Розроблена як модифікація SS.10 в 1953 (заводська назва — Nord-5210). Використовувалась як з автівок, так і з кораблів та вертольотів (піхотна версія була розроблена пізніше). Перша вертольотна ПТКР у світі. З 1962 почалось виготовлення версії «В», яка відрізнялась електронікою системи наведення. На озброєнні США мала позначення AGM-22.

## Конструкція
ПТКР з ручною системою наведення тобто наведення за методом трьох точок (приціл — ракета — ціль). Управління здійснювалося по дротах. Після пуску і протягом усього польоту до цілі ракета розмотувала пару тонких проводів, по яких передавалися команди управління від джойстика оператора.

## Тактико-технічні характеристики
Довжина: 1190 мм
Діаметр: 165 мм
Стартова маса: 30 кг
Швидкість: 190 м / с
Діапазон: від 500 до 3000 м
Боєзаряд 6,8 кг
Броні пробивальність 500 мм

## Варіанти
- SS.11 / AGM-22 (американська назва)

SS.11A1 XAGM-22A
SS.11B1 XAGM-22B
SS.11B1 (навчальна) XATM-22B
- AS.11 — ракета класу «повітря — поверхня»
- SS.11M — ракета класу «поверхня — поверхня» (протикорабельний варіант)
- HARPON SS.11

## Країни-експлуатанти
| - Аргентина - Бельгія - Бразилія - Канада - Данія - Фінляндія — SS 11 B1, місцева назва «Rannikko-ohjus 63» або «RO-63». - Франція - Німеччина - Греція - Індія - Іран - Ірак - Ізраїль - Італія | - Ліван - Нідерланди - Норвегія - Перу - Португалія - Саудівська Аравія - ПАР - Іспанія - Швеція - Туніс - Велика Британія - США - Венесуела |